# Giant’s Ring

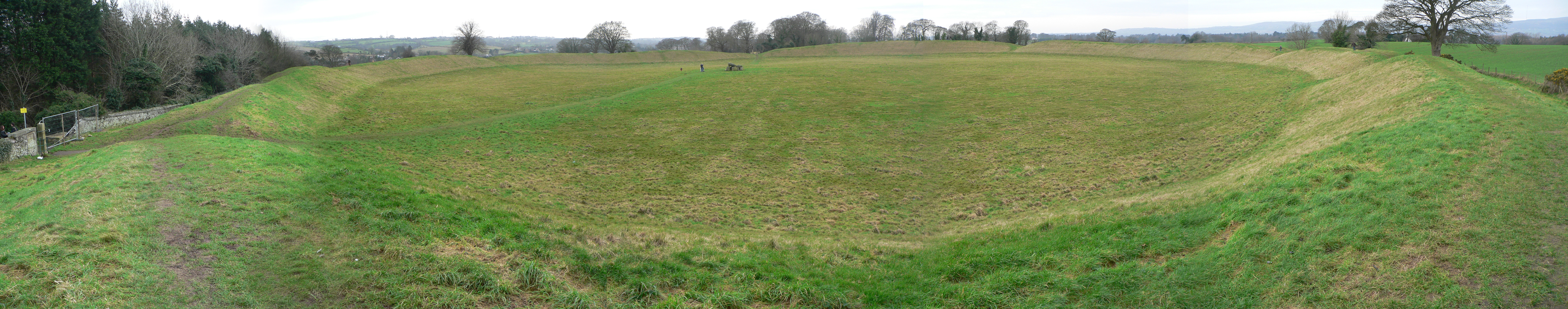

Giant’s Ring är en fornlämning i Nordirland i Storbritannien. Den ligger i Nordirland, 6 km söder om Belfast. 
Fornminnet består av en vid vallanläggning som mäter 180 m i diameter och upptar ett område om 2,8 hektar. I dess mitt finns en megalitgrav av typen passage tomb, vilket vanligtvis översätts till gånggrift på svenska. Den dateras till yngre stenålder och omkring 2700 f.Kr. 

### Fotnoter
1. ↑  Giants Ring hos Geonames.org (cc-by); post uppdaterad 1994-01-13; databasdump nerladdad 2016-05-06